# تاپسی (فیل)

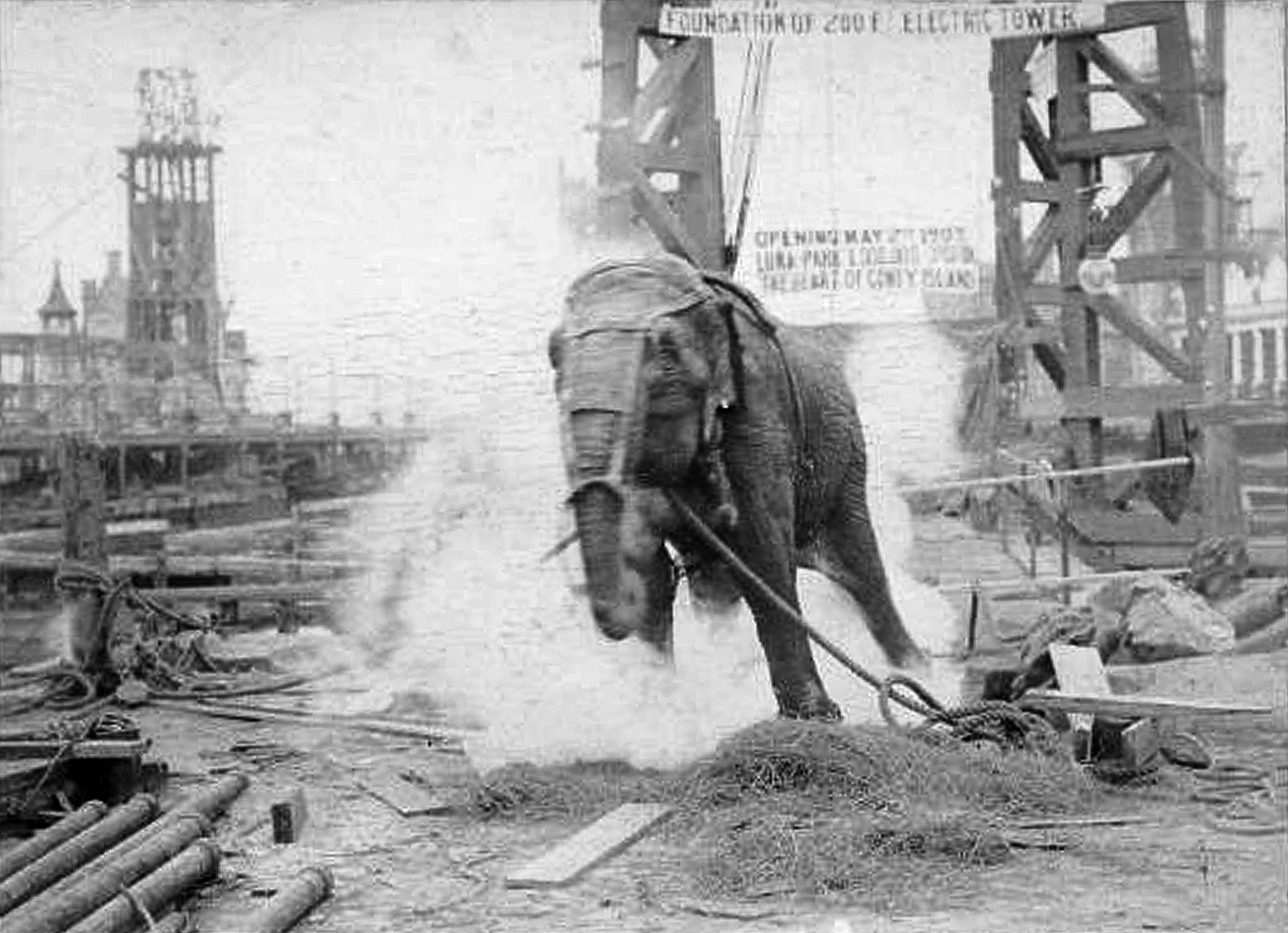
عکسی از هنگامِ برق‌گرفتگی

تاپسی (حدود ۱۸۷۵–۴ ژانویه ۱۹۰۳) فیل ماده آسیایی بود که در شهربازی نیویورک با مسموم شدن، برق‌گرفتگی و به‌دار آویخته شدن اعدام شد.

## زندگی
توپسی به شکل مخفیانه از جنوب شرق آسیا وارد آمریکا شد و به دروغ به عنوان فیلی که در آمریکا متولد شده معرفی شد. در ۲۵ سالی که در سیرک بود به فیل «بد» معروف شد و پس از اینکه در سال ۱۹۰۲ یکی از حضار سیرک را به قتل رساند به سی لاین پارک فروخته شد.

## اعدام
در سالهای بعد توپسی در چند سانحه نقش داشت و مالکان او تصمیم گرفتند او را به صورت علنی دار بزنند ولی جامعهٔ آمریکاییِ ممانعت از خشونت علیه جانوران جلوی این کار را گرفت؛ بنابراین، مراسم اعدام او با حضور گروهی خاص از مهمانان و گزارشگران برگزار شد. توپسی توسط جریان برق به همراه مسمومیت و خفه کردن توسط طناب اعدام شد. عامل قتل او جریان برق بود. از جمله افرادی که در این مراسم اعدام حضور داشتند اعضای استودیوهای ادیسون بودند که از اعدام توپسی فیلم برداری کردند.